# Kubok SSSR 1971
La Kubok SSSR 1971 fu la 30ª edizione del trofeo. Vide la vittoria finale dello Spartak Mosca, giunta al suo nono titolo; per la seconda volta fu necessaria una replay della finale.

## Formula
Da questa edizione i turni furono organizzati con partite di andata e ritorno fin dall'inizio; dai quarti in poi, però, si tornò a disputare incontri di sola andata; la finale, come da tradizione, fu giocata allo Stadio Centrale Lenin in gara secca, anche se fu necessaria una ripetizione.
Al torneo parteciparono le 22 formazioni di Pervaja Liga 1971 e le 16 formazioni di Vysšaja Liga 1971: le prime entrarono in gioco in parte (12 squadre) nel primo turno, in parte (le restanti 10) nel secondo turno; le seconde partirono direttamente dal secondo turno.
Nelle gare di ritorno, al termine dei tempi regolamentari in caso di parità venivano disputati i supplementari; in caso di ulteriore parità si procedeva a battere i tiri di rigore; valeva in ogni caso la regola dei gol fuori casa.

## Primo turno
Le gare di andata furono disputate il 6 e il 7 marzo 1971, quelle di ritorno il 10 e l'11 marzo 1971.
| Squadra 1           | Totale      | Squadra 2           | Andata | Ritorno |
| ------------------- | ----------- | ------------------- | ------ | ------- |
| Šinnik              | 0 - 2       | Moldova Chișinău    | 0 - 2  | 0 - 0   |
| Kuzbass Kemerovo    | 2 - 0       | Volgar' Astrachan'  | 2 - 0  | 0 - 0   |
| Daugava Rīga        | 1 - 3       | Uralmaš             | 1 - 3  | 0 - 3   |
| Tekstilščik Ivanovo | 2 - 3       | Alga Frunze         | 1 - 1  | 1 - 2   |
| Stroitel' Aşgabat   | 1 - 1 (gfc) | Metalurh Zaporižžja | 1 - 1  | 0 - 0   |
| Žalgiris            | 3 - 3 (gfc) | CSKA Pamir          | 2 - 3  | 1 - 0   |

## Secondo turno
Le gare di andata furono disputate tra il 15 e il 17 marzo 1971, quelle di ritorno tra il 19 e il 22 marzo 1971.
| Squadra 1            | Totale | Squadra 2                | Andata | Ritorno     |
| -------------------- | ------ | ------------------------ | ------ | ----------- |
| CSKA Mosca           | 3 - 1  | T'orp'edo Kutaisi        | 2 - 1  | 1 - 0       |
| Rubin                | 0 - 2  | Torpedo Mosca            | 0 - 1  | 0 - 1       |
| Shahter Qaraǵandy    | 2 - 3  | SKA Rostov               | 2 - 0  | 0 - 3 (dts) |
| Dinamo Tbilisi       | 2 - 1  | Kryl'ja Sovetov Kujbyšev | 0 - 0  | 2 - 1       |
| Spartak Ordžonikidze | 1 - 4  | Dinamo Minsk             | 1 - 4  | 0 - 0       |
| Ararat               | 3 - 2  | Čornomorec'              | 1 - 0  | 2 - 2       |
| Šachtar              | 3 - 1  | Uralmaš                  | 2 - 0  | 1 - 1       |
| Paxtakor             | 2 - 1  | Moldova Chișinău         | 1 - 1  | 1 - 0       |
| Kuzbass Kemerovo     | 1 - 4  | Dinamo Mosca             | 0 - 2  | 1 - 2       |
| Neftçi Baku          | 1 - 0  | Lokomotiv Mosca          | 1 - 0  | 0 - 0       |
| Karpaty              | 3 - 2  | CSKA Pamir               | 2 - 2  | 1 - 0       |
| Dinamo Kiev          | 3 - 1  | Alga Frunze              | 2 - 1  | 1 - 0       |
| Dinamo Leningrado    | 0 - 4  | Zorja                    | 0 - 3  | 0 - 1       |
| Spartak Mosca        | 4 - 0  | Metalurh Zaporižžja      | 3 - 0  | 1 - 0       |
| Zenit Leningrado     | 4 - 0  | Metalist                 | 2 - 0  | 2 - 0       |
| Qairat               | 3 - 2  | Dnepr                    | 1 - 1  | 2 - 1       |

## Ottavi di finale
Le gare di andata furono disputate tra il 25 e il 28 marzo 1971, quelle di ritorno tra il 29 marzo e il 1º aprile 1971.
| Squadra 1        | Totale      | Squadra 2      | Andata | Ritorno |
| ---------------- | ----------- | -------------- | ------ | ------- |
| Zorja            | 1 - 2       | Qairat         | 0 - 0  | 1 - 2   |
| Torpedo Mosca    | 4 - 0       | Dinamo Minsk   | 3 - 0  | 1 - 0   |
| SKA Rostov       | 2 - 1       | Karpaty        | 2 - 0  | 0 - 1   |
| Ararat           | 1 - 2       | Dinamo Tbilisi | 0 - 0  | 1 - 2   |
| Šachtar          | 2 - 2 (gfc) | CSKA Mosca     | 0 - 0  | 2 - 2   |
| Dinamo Mosca     | 0 - 6       | Neftçi Baku    | 0 - 4  | 0 - 2   |
| Zenit Leningrado | 1 - 0       | Dinamo Kiev    | 0 - 0  | 1 - 0   |
| Spartak Mosca    | 4 - 1       | Paxtakor       | 3 - 0  | 1 - 1   |

## Quarti di finale
Le gare furono disputate l'1 e il 2 luglio 1971.
| Squadra 1      | Risultato   | Squadra 2        |
| -------------- | ----------- | ---------------- |
| Neftçi Baku    | 3 – 2       | Zenit Leningrado |
| Dinamo Tbilisi | 0 – 2       | Torpedo Mosca    |
| SKA Rostov     | 2 – 1       | Šachtar          |
| Spartak Mosca  | 1 – 0 (dts) | Qairat           |

## Semifinali
Le gare furono disputate il 24 luglio 1971.
| Squadra 1     | Risultato | Squadra 2     |
| ------------- | --------- | ------------- |
| Spartak Mosca | 5 – 0     | Neftçi Baku   |
| SKA Rostov    | 3 – 1     | Torpedo Mosca |

## Finale
| Mosca 7 agosto 1971, ore ?:?                                                          | Spartak Mosca | 2 – 2 (d.t.s.) referto     | SKA Rostov | Stadio Centrale Lenin (102000 spett.) |
| \| \| \| \| \| Chusainov 6’ Logofet 90’ \| Marcatori \| 41’ Kučinskas 86’ Zinčenko \| |               |                            |            |                                       |
|                                                                                       |               |                            |            |                                       |
| Chusainov 6’ Logofet 90’                                                              | Marcatori     | 41’ Kučinskas 86’ Zinčenko |            |                                       |

## Replay della Finale
| Mosca 8 agosto 1971, ore 19:30                | Spartak Mosca | 1 – 0 (d.t.s.) referto | SKA Rostov | Stadio Centrale Lenin (50000 spett.) |
| \| \| \| \| \| Kiselëv 55’ \| Marcatori \| \| |               |                        |            |                                      |
|                                               |               |                        |            |                                      |
| Kiselëv 55’                                   | Marcatori     |                        |            |                                      |